# Яковкин, Александр Александрович
Александр Александрович Яковкин (1860—1936) — русский, советский химик-технолог, доктор химии, член-корреспондент АН СССР (1925), заслуженный деятель науки РСФСР. Разработал метод получения чистого оксида алюминия из отечественного сырья. Первый русский химик, который применил правило фаз Гиббса при трактовке экспериментальных данных.

## Биография
Родился 13 ноября 1860 года в селе Верх-Иньва Соликамского уезда Пермской губернии в семье дьякона Александра Алексеевича Яковкина. Был шестым ребёнком в семье и первоначальное образование в Соликамском уездном училище мог получать с 11 лет только потому, что какой-то неизвестный благодетель вносил за него плату: 3 рубля в месяц.
В 1880 году сдал экзамен экстерном на аттестат зрелости при Пермской гимназии и поступил на физико-математический факультет Московского университета, отделение естественных наук которого окончил в 1884 году. На последних курсах начал делать свои первые научно-исследовательские работы; одна из его работ, посвящённая исследованию октанафтена Кавказской нефти, была выполнена под руководством В. В. Марковникова, который считал Яковкина очень талантливым, настойчивым и трудолюбивым, имевшим огромную волю к учению. Марковников предполагал оставить его при университете, чему помешала связь Яковкина с революционными организациями. В результате, После окончания университета он стал работать на частных предприятиях. В течение шести лет был сначала химиком, потом колористом на ситценабивных фабриках Иваново-Вознесенска.
В 1890 году он начал работать сверхштатным лаборантом в Московском университете — в лаборатории аналитической и органической химии В. В. Марковникова, «без содержания от казны». В 1892 году сдал экзамен на степень магистра химии и начал свою педагогическую деятельность в качестве приват-доцента с чтения лекций по спецкурсу химии красящих веществ. Одновременно, до 1896 года он заведовал химической лабораторией, которую организовал при московском Обществе содействия мануфактурной промышленности, где выполнил ряд исследований.
Летом 1893 года был направлен в заграничную командировку для ознакомления с работой химических лабораторий других стран.
В 1895 году защитил диссертацию на степень магистра химии «Распределение веществ между растворителями» и в 1896 году был избран в Санкт-Петербургский практический технологический институт на место ушедшего академика Ф. Ф. Бейльштейна, сначала — адъюнкт-профессор, с 1899 года — ординарный профессор; в институте он заведовал кафедрой общей химии, впоследствии неорганической химии в течение 37 лет — до конца своих дней. Был также деканом химического факультета. Читал в институте лекции по общей химии; одним из его учеников был А. Е. Порай-Кошиц.
В 1896 году Яковкин вместе с Д. П. Коноваловым участвовал в экспертизе химических экспериментов и в организации испытательной станции на Всероссийской выставке в Нижнем Новгороде.
В первые же годы своего пребывания в Технологическом институте Яковкин провел исследование, чтобы проверить теорию электролитической диссоциации. Результатом этих работ явилось открытие явления гидролиза хлора в водном растворе с образованием хлорноватистой и соляной кислот. Исследования подтвердили теорию электролитической диссоциации; Яковкину удалось разрешить вопрос, изучавшийся безрезультатно многими химиками – Гей-Люссаком, Габером, Балларом и другими — вопрос о состоянии хлора в водном растворе. Материалы исследований составили докторскую диссертацию А. А. Яковкина «О гидролизе хлора», которую он защитил в 1899 году в Московском университете. После этого он был назначен ординарным профессором. В 1898 году он стал также профессором Бестужевских высших женских курсов в Санкт-Петербурге, где преподавал с 1897 года; затем, до 1924 года он был профессором университета, куда влились эти курсы.
А. А. Яковкин был представителем России на международных химических конгрессах в 1903 году в Берлине, а в 1906 году в Риме. Был участником Менделеевских съездов.
С 1888 года был активным деятелем русского химико-физического общества и неоднократно избирался его президентом (1912, 1914, 1915, 1917—1920 гг.) и председателем Химического отделения.
В 1914 году под его руководством проводились работы по взрывчатым и отравляющим веществам. Он участвовал в работе Военно-химического комитета при Русском физико-химическом обществе.
В 1896 году получил чин коллежского советника, а в 1911 году был произведён в действительные статские советники.
С 1919 по 1924 годы работал профессором на кафедре химии физико-математического факультета Московского университета. После 1924 года продолжал работать в Петербургском технологическом институте.
Принимал участие в организации Российского института прикладной химии (ныне ГИПХ), где он в 1919 году заведовал отделом минеральных удобрений, в 1920 году – отделом неорганической химии; некоторое время был заместителем директора по научной части. Здесь под его руководством был разработан способа получения глинозема из Тихвинских бокситов.
Был членом Комитета по техническим делам Министерства торговли и промышленности, экспертом Особого присутствия по делам о применении тарифа к товарам.
В 1925 году был избран членом-корреспондентом Академии наук СССР. В 1928 году, в связи со столетием Технологического института, ему одному из первых учёных было присвоено почётное звание заслуженного деятеля науки РСФСР, и он был награждён орденом Трудового Красного Знамени.
Скончался 11 ноября 1936 года в Ленинграде. Похоронен на Литераторских мостках.

## Награды
Был награждён орденами: Св. Анны 2-й степени (1903), Св. Владимира 4-й степени (1915), Орден Святого Владимира 3-й степени (1915), Орден Трудового Красного Знамени (1928). В 1925 стал членом- корреспондентом Академии наук СССР.

## Личные качества, увлечения, хобби
Менделеев разглядел в скромном студенте настоящий самородок. Дмитрий Иванович отзывался о нем, как об одном из талантливейших химиков.
А. А. Яковкин знал несколько иностранных языков и свободно читал техническую и научную литературу на иностранных языках, что очень помогало ему в работе. Он очень интересовался русской историей, знал ее как настоящий специалист, обладал исключительной памятью.

## Увековечение памяти
- Улица Яковкина в городе Кудымкар Пермского края[6].
- Улица А. А. Яковкина в селе Верх-Иньва Кудымкраского района Пермского края[7].
- Международный конкурс-конференция научных работ студентов имени А. А. Яковкина[8].